# Unfold (canção)
"Unfold" é uma canção gravada pelo produtor musical estadunidense de música eletrônica Porter Robinson e pelo cantor, compositor e produtor britânico Totally Enormous Extinct Dinosaurs, nome artístico de Orlando Higginbottom. Foi lançado em 22 de abril de 2021 como sexto e último single do segundo álbum de Robinson Nurture, lançado no dia seguinte. Esta música é a única colaboração no lançamento padrão de Nurture.

## Recepção crítica
Colin Joyce da Pitchfork rotulou "Unfold" como um "shoegaze digital extasiado", enquanto Sophie Walker da The Line of Best Fit escreveu que a faixa parecia "anticlimática", após treze faixas de Nurture. Chamando-a de "crescente, alegre e feliz", Ryan Middleton da Magnetic Mag afirmou que "Unfold" era a "jóia da coroa do álbum". Middleton comparou-a favoravelmente a duas colaborações anteriores de Robinson, "Easy" (com Mat Zo) e "Shelter" (com Madeon). O escritor da Triple J Sose Fuamoli pensou que "a equipe [de Robinson e Higginbottom] [deu] caminho para batidas fortes, padrões de bateria enfáticos e vocais que só ficam mais fortes com sua energia persistente".

## Vídeo lírico
O vídeo lírico de "Unfold" foi lançado no YouTube em 19 de maio de 2021. O vídeo foi feito por Eric Ko com direção criativa de Robinson e Samuel Burgess-Johnson.

## Paradas musicais
| Parada (2021)                                     | Posição de pico |
| ------------------------------------------------- | --------------- |
| Estados Unidos (Billboard Dance/Electronic Songs) | 19              |